# Le roman d'un jeune homme pauvre (película de 1927)
 Le roman d'un jeune homme pauvre es una película muda en blanco y negro francesa dirigida por Gaston Ravel según la novela Le Roman d'un jeune homme pauvre de Octave Feuillet que se estrenó el 28 de noviembre de 1927 y que tuvo como protagonistas a Vladimir Gajdarov, Suzy Vernon y Maly Delschaft.

## Sinopsis
Un joven al caer en la ruina económica se emplea como administrador de un propietario rural y se inicia un romance con la hija de éste.

## Reparto
- Vladimir Gajdarov
- Suzy Vernon
- Maly Delschaft
- Albert Steinrück
- Adolphe Engers
- Suzanne Munte
- Elizza La Porta
- Jean Bradin
- Jaro Fürth
- Karl Platen
- Hans Brausewetter

## Otras versiones fílmicas
Otras películas basadas en La novela de un joven pobre fueron:
- Le roman d'un jeune homme pauvre, película francesa dirigida en 1936 por Abel Gance.
- La novela de un joven pobre, película argentina dirigida en 1942 por Luis Bayón Herrera.
- La novela de un joven pobre, película argentina dirigida en 1968 por Enrique Cahen Salaberry.